# 하리마 국 풍토기
하리마 국 풍토기(일본어: 播磨國風土記 하리마노쿠니후도키[*])는 나라 시대 초기에 편찬 된 하리마국(播磨國)의 「풍토기」이다. 헤이안 시대 말기에 필사 된 사본이 국보로 지정되어 있다.